# Weedingia alborosea
Weedingia alborosea är en blötdjursart som beskrevs av Kaas 1988. Weedingia alborosea ingår i släktet Weedingia och familjen Hanleyidae. Inga underarter finns listade i Catalogue of Life.